# The Catalyst
«The Catalyst» — перший сингл з альбому «A Thousand Suns» американського гурту Linkin Park.
Для спеціального конкурсу з'явилися семпли із «The Catalyst» (синтезатор, уривок вокалу Честера і Майка, біт).
2 серпня 2010 року пісня була представлена світу на радіо BBC. Після прем'єри синглу вокаліст гурту Честер Беннінґтон дав інтерв'ю, розказавши про The Catalyst.
Прем'єра кліпу на The Catalyst відбулась 26 серпня 2010 року.

## Список композицій
CD-сингл
| #  | Назва                                                                 | Тривалість |
| -- | --------------------------------------------------------------------- | ---------- |
| 1. | «The Catalyst»                                                        | 5:44       |
| 2. | «New Divide» (Live at Terra Vibe Park, Athens, Greece, July 21, 2009) | 4:54       |

Цифровий сингл
| #  | Назва          | Тривалість |
| -- | -------------- | ---------- |
| 1. | «The Catalyst» | 5:42       |

iTunes Exclusive EP
| #  | Назва                                      | Тривалість |
| -- | ------------------------------------------ | ---------- |
| 1. | «The Catalyst»                             | 5:42       |
| 2. | «The Catalyst» (ремікс «Bobby Bloomfield») | 3:06       |
| 3. | «The Catalyst» (ремікс King Fantastic)     | 4:04       |
| 4. | «The Catalyst» (спільно з DJ Endorphin)    | 5:00       |
| 5. | «The Catalyst» (спільно з Cale Pellick)    | 3:31       |
| 6. | «The Catalyst» (спільно зі Слот)           | 3:16       |

Радіо-промо CD
| #  | Назва                            | Тривалість |
| -- | -------------------------------- | ---------- |
| 1. | «The Catalyst» (радіо-версія)    | 4:40       |
| 2. | «The Catalyst» (альбомна версія) | 5:42       |

## Відеокліп
Прем'єра відеокліпа відбулася 26 серпня на MTV  і VH1 .
Джо Хан сказав з приводу сенсу відео: «Продумуючи ідею, сценарій кліпу, я думав про кінець світу. Що могло бути, якби хтось міг натиснути на кнопку і визначити нашу долю? Що могло бути, якби ми могли прийняти нашу долю в момент знищення? Як би ми провели свій останній момент життя?».